# Majur (Farkaševac)
Majur is een plaats in de gemeente Farkaševac in de Kroatische provincie Zagreb. De plaats telt 112 inwoners (2001).